# Englisch-schottische Fußballrivalität
Die englisch-schottische Fußballrivalität ist die älteste Begegnung zwischen 2 Fußballnationalmannschaften überhaupt und wurde erstmals am 30. November 1872 auf dem Hamilton Crescent in Partick, einem Stadtteil der schottischen Stadt Glasgow, ausgetragen.
Ihre Rivalität wird auch als Battle of Britain (englisch für die Schlacht um Britannien) bezeichnet; ein Ausdruck, der im Allgemeinen mehr mit der Luftschlacht um England im Zweiten Weltkrieg assoziiert wird.
Für viele Schotten gelten die Engländer als arrogant und überheblich, während viele Engländer den Schotten Minderwertigkeitskomplexe unterstellen.
Für die Schotten, die die Engländer als Auld Enemy (Alter Feind) bezeichnen, hat die Begegnung mit dem „Erzrivalen“ nichts von ihrer ursprünglichen Bedeutung verloren, während für England bereits seit geraumer Zeit die Rivalität mit Deutschland bedeutsamer ist.

## Geschichte
Nachdem das in Schottland ausgetragene erste offizielle Spiel zwischen beiden Mannschaften torlos ausgegangen war, gewann England die erste auf englischem Boden ausgetragene Begegnung mit 4:2. Erster Torschütze war der Engländer William Kenyon-Slaney, der auch der einzige Spieler dieser Begegnung war, der zweimal traf (außerdem erzielte er das 3:2). Schottland feierte seinen ersten Sieg im dritten Spiel, das wieder auf schottischem Boden ausgetragen wurde. Es war zugleich der Auftakt zu einer Serie von 5 Spielen ohne Niederlage (4 Siege, 1 Remis), die die Schotten mit ihrem höchsten Heimsieg gegen England überhaupt (7:2) abschlossen, bevor ihnen nach einer Niederlage (4:5 am 5. April 1879) 5 Siege in Folge gelangen (darunter mit 6:1 auch der höchste Auswärtssieg der Geschichte) und sie in insgesamt 8 Begegnungen ungeschlagen blieben. So führte Schottland den direkten Vergleich am Ende des Jahres 1887 mit 10 Siegen, 4 Remis und nur 2 Niederlagen deutlich an, ehe sich die Bilanz in der Zukunft allmählich zu Gunsten der Engländer verschieben sollte.
Eine Begegnung mit historischem Ausmaß fand am 17. April 1937 im Glasgower Hampden Park statt, als 149.415 Zuschauer (einigen Quellen zufolge sogar 149.547) einem 3:1-Sieg der Gastgeber beiwohnten und für einen noch heute gültigen Zuschauerrekord bei einem Fußballspiel auf europäischem Boden sorgten.
Abgesehen von der grundsätzlichen Bedeutung der Begegnungen zwischen beiden Mannschaften und der zwischen 1884 und 1984 in nahezu jährlichem Turnus ausgetragenen British Home Championship kam es am 15. April 1950 im Glasgower Hampden Park erstmals zu einem Aufeinandertreffen in einem Qualifikationsspiel zu einer Fußball-Weltmeisterschaft. Trotz einer 0:1-Niederlage, die die Schotten auf den zweiten Tabellenplatz verbannte, hatten sie sich für die WM 1950 qualifiziert, verzichteten aber auf die Teilnahme, weil sie sich selbst darauf verpflichtet hatten, nur als Sieger der British Home Championship 1949/50 (die in diesem Jahr auch als WM-Qualifikationsrunde diente) an der WM teilzunehmen.
Vier Jahre später diente die British Home Championship 1953/54 erneut auch als Qualifikationsrunde zur Fußball-Weltmeisterschaft 1954. Erneut verlor Schottland den direkten Vergleich mit England (2:4) und belegte den zweiten Platz, trat diesmal aber bei der WM an. Bei ihrer ersten WM-Teilnahme blieben die Bravehearts ohne Torerfolg und unterlagen gegen Österreich (0:1) und den amtierenden Weltmeister Uruguay (0:7), der dann im Viertelfinale auch noch England (4:2) eliminierte.
Die British Home Championship 1966/67 diente zugleich als Qualifikationsrunde zur Fußball-Europameisterschaft 1968, wobei sich diesmal nur der Turniersieger qualifizierte. Die erste Begegnung zwischen beiden Rivalen fand am dritten Spieltag im Wembley-Stadion statt. England als amtierender Weltmeister von 1966 war seit 19 Spielen unbesiegt und galt als klarer Favorit. Schottland gewann mit 3:2 und übernahm die Tabellenführung. Doch im Gegensatz zu den vorgenannten WM-Qualifikationsrunden, bei denen es nur zu jeweils einer Begegnung kam, wurde die Runde diesmal mit Hin- und Rückspielen ausgetragen. Weil Schottland unmittelbar nach dem Sieg von Wembley in Nordirland unterlag (0:1),  während England die beiden folgenden Spiele gewann, lag Schottland vor dem nächsten Aufeinandertreffen mit dem Erzrivalen mit einem Punkt Rückstand auf dem zweiten Platz und brauchte für die Qualifikation erneut einen Sieg. Doch diesmal reichte es nur zu einem 1:1, so dass England an der EM 1968 teilnahm und Schottland erneut die Qualifikation zu einer Fußball-Europameisterschaft verpasste.
Eines der denkwürdigsten Spiele fand am 4. Juni 1977 im Wembley-Stadion statt. Nach dem 2:1-Sieg der schottischen Mannschaft stürmten Tausende schottischer Fans auf das Spielfeld, rissen die Torstangen um und Teile des Rasens aus dem Boden.
Nachdem die beiden Rivalen zuvor bestenfalls in Qualifikationsspielen zu den großen Turniere aufeinandergetroffen waren, kam es bei der in England ausgetragenen Fußball-Europameisterschaft 1996 erstmals zu einem Spiel in der Vorrundengruppe A, die England gewann und Schottland auf dem dritten Platz beendete, womit die Bravehearts erneut in der Vorrunde eines wichtigen Turniers ausschieden.
Nachdem Bravehearts und Three Lions in den Gruppenspielen der Qualifikation für die Fußball-Europameisterschaft 2000 jeweils nur den zweiten Platz belegt hatten, trafen sie in den Relegationsspielen aufeinander. Nachdem England das Hinspiel im Glasgower Hampden Park am 13. November 1999 mit 2:0 gewonnen hatte, nutzte den Schotten der 1:0-Sieg im Wembley-Stadion 4 Tage später nichts und sie waren wieder einmal gegen den Erzrivalen gescheitert.
In der Qualifikation zur Fußball-Weltmeisterschaft 2018 trafen die beiden Rivalen erneut aufeinander. Nachdem die Three Lions ihr Heimspiel mit 3:0 zu ihren Gunsten entschieden hatten, gelang ihnen auf schottischem Boden ein 2:2. Während England den Gruppensieg einfuhr und sich für die WM-Teilnahme qualifizierte, belegte Schottland den dritten Rang und schied aus.
Ihre bisher letzte Begegnung fand am 18. Juni 2021 im Wembley-Stadion und zum zweiten Mal im Rahmen eines großen Turniers statt. Im Vorrundenspiel der Gruppe D bei der Fußball-Europameisterschaft 2020 gelang den Bravehearts ein 0:0. Es war der einzige Punkt des Tabellenletzten Schottland und der einzige Punktverlust des Gruppensiegers England in der Vorrunde, der in diesem Prestigederby von den eigenen Fans ausgepfiffen wurde, während die 3000 mitgereisten schottischen Fans ihre Mannschaft feierten.

## Statistik

### Alle offiziellen Länderspiele zwischen England und Schottland
Legende: _ Sieg England, _ Sieg Schottland, ohne = Unentschieden
| Nr. | Datum             | Austragungsort                     | Heim       | Auswärts   | Ergebnis | Wettbewerb                                                            |
| --- | ----------------- | ---------------------------------- | ---------- | ---------- | -------- | --------------------------------------------------------------------- |
| 01  | 30. November 1872 | Hamilton Crescent, Glasgow         | Schottland | England    | 0:0      | Freundschaftsspiel                                                    |
| 02  | 8. März 1873      | The Oval, London                   | England    | Schottland | 4:2      | Freundschaftsspiel                                                    |
| 03  | 7. März 1874      | Hamilton Crescent, Glasgow         | Schottland | England    | 2:1      | Freundschaftsspiel                                                    |
| 04  | 6. März 1875      | The Oval, London                   | England    | Schottland | 2:2      | Freundschaftsspiel                                                    |
| 05  | 4. März 1876      | Hamilton Crescent, Glasgow         | Schottland | England    | 3:0      | Freundschaftsspiel                                                    |
| 06  | 3. März 1877      | The Oval, London                   | England    | Schottland | 1:3      | Freundschaftsspiel                                                    |
| 07  | 2. März 1878      | Hampden Park, Glasgow              | Schottland | England    | 7:2      | Freundschaftsspiel                                                    |
| 08  | 5. April 1879     | The Oval, London                   | England    | Schottland | 5:4      | Freundschaftsspiel                                                    |
| 09  | 13. März 1880     | Hampden Park, Glasgow              | Schottland | England    | 5:4      | Freundschaftsspiel                                                    |
| 010 | 12. März 1881     | The Oval, London                   | England    | Schottland | 1:6      | Freundschaftsspiel                                                    |
| 011 | 11. März 1882     | Hampden Park, Glasgow              | Schottland | England    | 5:1      | Freundschaftsspiel                                                    |
| 012 | 10. März 1883     | Bramall Lane, Sheffield            | England    | Schottland | 2:3      | Freundschaftsspiel                                                    |
| 013 | 15. März 1884     | Cathkin Park, Glasgow              | Schottland | England    | 1:0      | British Home Championship 1883/84                                     |
| 014 | 21. März 1885     | The Oval, London                   | England    | Schottland | 1:1      | British Home Championship 1884/85                                     |
| 015 | 27. März 1886     | Hampden Park, Glasgow              | Schottland | England    | 1:1      | British Home Championship 1885/86                                     |
| 016 | 19. März 1887     | Leamington Road, Blackburn         | England    | Schottland | 2:3      | British Home Championship 1886/87                                     |
| 017 | 17. März 1888     | Hampden Park, Glasgow              | Schottland | England    | 0:5      | British Home Championship 1887/88                                     |
| 018 | 13. April 1889    | The Oval, London                   | England    | Schottland | 2:3      | British Home Championship 1888/89                                     |
| 019 | 5. April 1890     | Hampden Park, Glasgow              | Schottland | England    | 1:1      | British Home Championship 1889/90                                     |
| 020 | 4. April 1891     | Ewood Park, Blackburn              | England    | Schottland | 2:1      | British Home Championship 1890/91                                     |
| 021 | 2. April 1892     | Ibrox Stadium, Glasgow             | Schottland | England    | 1:4      | British Home Championship 1891/92                                     |
| 022 | 1. April 1893     | Athletic Ground, Richmond (London) | England    | Schottland | 5:2      | British Home Championship 1892/93                                     |
| 023 | 7. April 1894     | Celtic Park, Glasgow               | Schottland | England    | 2:2      | British Home Championship 1893/94                                     |
| 024 | 6. April 1895     | Goodison Park, Liverpool           | England    | Schottland | 3:0      | British Home Championship 1894/95                                     |
| 025 | 4. April 1896     | Celtic Park, Glasgow               | Schottland | England    | 2:1      | British Home Championship 1895/96                                     |
| 026 | 3. April 1897     | Crystal Palace, London             | England    | Schottland | 1:2      | British Home Championship 1896/97                                     |
| 027 | 2. April 1898     | Celtic Park, Glasgow               | Schottland | England    | 1:3      | British Home Championship 1897/98                                     |
| 028 | 8. April 1899     | Villa Park, Birmingham             | England    | Schottland | 2:1      | British Home Championship 1898/99                                     |
| 029 | 7. April 1900     | Celtic Park, Glasgow               | Schottland | England    | 4:1      | British Home Championship 1899/1900                                   |
| 030 | 30. März 1901     | Celtic Park, London                | England    | Schottland | 2:2      | British Home Championship 1900/01                                     |
| 031 | 3. Mai 1902       | Villa Park, Birmingham             | England    | Schottland | 2:2      | British Home Championship 1901/02                                     |
| 032 | 4. April 1903     | Bramall Lane, Sheffield            | England    | Schottland | 1:2      | British Home Championship 1902/03                                     |
| 033 | 9. April 1904     | Celtic Park, Glasgow               | Schottland | England    | 0:1      | British Home Championship 1903/04                                     |
| 034 | 1. April 1905     | Crystal Palace, London             | England    | Schottland | 1:0      | British Home Championship 1904/05                                     |
| 035 | 7. April 1906     | Hampden Park, Glasgow              | Schottland | England    | 2:1      | British Home Championship 1905/06                                     |
| 036 | 6. April 1907     | St. James’ Park, Newcastle         | England    | Schottland | 1:1      | British Home Championship 1906/07                                     |
| 037 | 4. April 1908     | Hampden Park, Glasgow              | Schottland | England    | 1:1      | British Home Championship 1907/08                                     |
| 038 | 3. April 1909     | Crystal Palace, London             | England    | Schottland | 2:0      | British Home Championship 1908/09                                     |
| 039 | 2. April 1910     | Hampden Park, Glasgow              | Schottland | England    | 2:0      | British Home Championship 1909/10                                     |
| 040 | 1. April 1911     | Goodison Park, Liverpool           | England    | Schottland | 1:1      | British Home Championship 1910/11                                     |
| 041 | 23. März 1912     | Hampden Park, Glasgow              | Schottland | England    | 1:1      | British Home Championship 1911/12                                     |
| 042 | 5. April 1913     | Stamford Bridge, London            | England    | Schottland | 1:0      | British Home Championship 1912/13                                     |
| 043 | 4. April 1914     | Hampden Park, Glasgow              | Schottland | England    | 3:1      | British Home Championship 1913/14                                     |
| 044 | 10. April 1920    | Hillsborough Stadium, Sheffield    | England    | Schottland | 5:4      | British Home Championship 1919/20                                     |
| 045 | 9. April 1921     | Hampden Park, Glasgow              | Schottland | England    | 3:0      | British Home Championship 1920/21                                     |
| 046 | 8. April 1922     | Villa Park, Birmingham             | England    | Schottland | 0:1      | British Home Championship 1921/22                                     |
| 047 | 14. April 1923    | Hampden Park, Glasgow              | Schottland | England    | 2:2      | British Home Championship 1922/23                                     |
| 048 | 12. April 1924    | Wembley-Stadion, London            | England    | Schottland | 1:1      | British Home Championship 1923/24                                     |
| 049 | 4. April 1925     | Hampden Park, Glasgow              | Schottland | England    | 2:0      | British Home Championship 1924/25                                     |
| 050 | 17. April 1926    | Old Trafford, Manchester           | England    | Schottland | 0:1      | British Home Championship 1925/26                                     |
| 051 | 2. April 1927     | Hampden Park, Glasgow              | Schottland | England    | 1:2      | British Home Championship 1926/27                                     |
| 052 | 31. März 1928     | Wembley-Stadion, London            | England    | Schottland | 1:5      | British Home Championship 1927/28                                     |
| 053 | 13. April 1929    | Hampden Park, Glasgow              | Schottland | England    | 1:0      | British Home Championship 1928/29                                     |
| 054 | 5. April 1930     | Wembley-Stadion, London            | England    | Schottland | 5:2      | British Home Championship 1929/30                                     |
| 055 | 28. März 1931     | Hampden Park, Glasgow              | Schottland | England    | 2:0      | British Home Championship 1930/31                                     |
| 056 | 9. April 1932     | Wembley-Stadion, London            | England    | Schottland | 3:0      | British Home Championship 1931/32                                     |
| 057 | 1. April 1933     | Hampden Park, Glasgow              | Schottland | England    | 2:1      | British Home Championship 1932/33                                     |
| 058 | 14. April 1934    | Wembley-Stadion, London            | England    | Schottland | 3:0      | British Home Championship 1933/34                                     |
| 059 | 6. April 1935     | Hampden Park, Glasgow              | Schottland | England    | 2:0      | British Home Championship 1934/35                                     |
| 060 | 4. April 1936     | Wembley-Stadion, London            | England    | Schottland | 1:1      | British Home Championship 1935/36                                     |
| 061 | 17. April 1937    | Hampden Park, Glasgow              | Schottland | England    | 3:1      | British Home Championship 1936/37                                     |
| 062 | 9. April 1938     | Wembley-Stadion, London            | England    | Schottland | 0:1      | British Home Championship 1937/38                                     |
| 063 | 15. April 1939    | Hampden Park, Glasgow              | Schottland | England    | 1:2      | British Home Championship 1938/39                                     |
| 064 | 12. April 1947    | Wembley-Stadion, London            | England    | Schottland | 1:1      | British Home Championship 1946/47                                     |
| 065 | 10. April 1948    | Hampden Park, Glasgow              | Schottland | England    | 0:2      | British Home Championship 1947/48                                     |
| 066 | 9. April 1949     | Wembley-Stadion, London            | England    | Schottland | 1:3      | British Home Championship 1948/49                                     |
| 067 | 15. April 1950    | Hampden Park, Glasgow              | Schottland | England    | 0:1      | British Home Championship 1949/50 und Qualifikationsspiel zur WM 1950 |
| 068 | 14. April 1951    | Wembley-Stadion, London            | England    | Schottland | 2:3      | British Home Championship 1950/51                                     |
| 069 | 5. April 1952     | Hampden Park, Glasgow              | Schottland | England    | 1:2      | British Home Championship 1951/52                                     |
| 070 | 18. April 1953    | Wembley-Stadion, London            | England    | Schottland | 2:2      | British Home Championship 1952/53                                     |
| 071 | 3. April 1954     | Hampden Park, Glasgow              | Schottland | England    | 2:4      | British Home Championship 1953/54 und Qualifikationsspiel zur WM 1954 |
| 072 | 2. April 1955     | Wembley-Stadion, London            | England    | Schottland | 7:2      | British Home Championship 1954/55                                     |
| 073 | 14. April 1956    | Hampden Park, Glasgow              | Schottland | England    | 1:1      | British Home Championship 1955/56                                     |
| 074 | 6. April 1957     | Wembley-Stadion, London            | England    | Schottland | 2:1      | British Home Championship 1956/57                                     |
| 075 | 19. April 1958    | Hampden Park, Glasgow              | Schottland | England    | 0:4      | British Home Championship 1957/58                                     |
| 076 | 11. April 1959    | Wembley-Stadion, London            | England    | Schottland | 1:0      | British Home Championship 1958/59                                     |
| 077 | 9. April 1960     | Hampden Park, Glasgow              | Schottland | England    | 1:1      | British Home Championship 1959/60                                     |
| 078 | 15. April 1961    | Wembley-Stadion, London            | England    | Schottland | 9:3      | British Home Championship 1960/61                                     |
| 079 | 14. April 1962    | Hampden Park, Glasgow              | Schottland | England    | 2:0      | British Home Championship 1961/62                                     |
| 080 | 6. April 1963     | Wembley-Stadion, London            | England    | Schottland | 1:2      | British Home Championship 1962/63                                     |
| 081 | 11. April 1964    | Hampden Park, Glasgow              | Schottland | England    | 1:0      | British Home Championship 1963/64                                     |
| 082 | 10. April 1965    | Wembley-Stadion, London            | England    | Schottland | 2:2      | British Home Championship 1964/65                                     |
| 083 | 2. April 1966     | Hampden Park, Glasgow              | Schottland | England    | 3:4      | British Home Championship 1965/66                                     |
| 084 | 15. April 1967    | Wembley-Stadion, London            | England    | Schottland | 2:3      | British Home Championship 1966/67 und Qualifikationsspiel zur EM 1968 |
| 085 | 24. Februar 1968  | Hampden Park, Glasgow              | Schottland | England    | 1:1      | British Home Championship 1967/68 und Qualifikationsspiel zur EM 1968 |
| 086 | 10. Mai 1969      | Wembley-Stadion, London            | England    | Schottland | 4:1      | British Home Championship 1968/69                                     |
| 087 | 25. April 1970    | Hampden Park, Glasgow              | Schottland | England    | 0:0      | British Home Championship 1969/70                                     |
| 088 | 22. Mai 1971      | Wembley-Stadion, London            | England    | Schottland | 3:1      | British Home Championship 1970/71                                     |
| 089 | 27. Mai 1972      | Hampden Park, Glasgow              | Schottland | England    | 0:1      | British Home Championship 1971/72                                     |
| 090 | 14. Februar 1973  | Hampden Park, Glasgow              | Schottland | England    | 0:5      | Freundschaftsspiel                                                    |
| 091 | 19. Mai 1973      | Wembley-Stadion, London            | England    | Schottland | 1:0      | British Home Championship 1972/73                                     |
| 092 | 18. Mai 1974      | Hampden Park, Glasgow              | Schottland | England    | 2:0      | British Home Championship 1973/74                                     |
| 093 | 24. Mai 1975      | Wembley-Stadion, London            | England    | Schottland | 5:1      | British Home Championship 1974/75                                     |
| 094 | 15. Mai 1976      | Hampden Park, Glasgow              | Schottland | England    | 2:1      | British Home Championship 1975/76                                     |
| 095 | 4. Juni 1977      | Wembley-Stadion, London            | England    | Schottland | 1:2      | British Home Championship 1976/77                                     |
| 096 | 20. Mai 1978      | Hampden Park, Glasgow              | Schottland | England    | 0:1      | British Home Championship 1977/78                                     |
| 097 | 26. Mai 1979      | Wembley-Stadion, London            | England    | Schottland | 3:1      | British Home Championship 1978/79                                     |
| 098 | 24. Mai 1980      | Hampden Park, Glasgow              | Schottland | England    | 0:2      | British Home Championship 1979/80                                     |
| 099 | 23. Mai 1981      | Wembley-Stadion, London            | England    | Schottland | 0:1      | British Home Championship 1980/81                                     |
| 100 | 29. Mai 1982      | Hampden Park, Glasgow              | Schottland | England    | 0:1      | British Home Championship 1981/82                                     |
| 101 | 1. Juni 1983      | Wembley-Stadion, London            | England    | Schottland | 0:2      | British Home Championship 1982/83                                     |
| 102 | 26. Mai 1984      | Hampden Park, Glasgow              | Schottland | England    | 1:1      | British Home Championship 1983/84                                     |
| 103 | 25. Mai 1985      | Hampden Park, Glasgow              | Schottland | England    | 1:0      | Rous Cup 1985                                                         |
| 104 | 23. April 1986    | Wembley-Stadion, London            | England    | Schottland | 2:1      | Rous Cup 1986                                                         |
| 105 | 23. Mai 1987      | Hampden Park, Glasgow              | Schottland | England    | 0:0      | Rous Cup 1987                                                         |
| 106 | 21. Mai 1988      | Wembley-Stadion, London            | England    | Schottland | 1:0      | Rous Cup 1988                                                         |
| 107 | 27. Mai 1989      | Hampden Park, Glasgow              | Schottland | England    | 0:2      | Rous Cup 1989                                                         |
| 108 | 15. Juni 1996     | Wembley-Stadion, London            | England    | Schottland | 2:0      | Fußball-Europameisterschaft 1996                                      |
| 109 | 13. November 1999 | Hampden Park, Glasgow              | Schottland | England    | 0:2      | Relegationsspiel zur EM 2000                                          |
| 110 | 17. November 1999 | Wembley-Stadion, London            | England    | Schottland | 0:1      | Relegationsspiel zur EM 2000                                          |
| 111 | 14. August 2013   | Wembley-Stadion, London            | England    | Schottland | 3:2      | Freundschaftsspiel                                                    |
| 112 | 18. November 2014 | Celtic Park, Glasgow               | Schottland | England    | 1:3      | Freundschaftsspiel                                                    |
| 113 | 11. November 2016 | Wembley-Stadion, London            | England    | Schottland | 3:0      | Qualifikationsspiel zur WM 2018                                       |
| 114 | 10. Juni 2017     | Hampden Park, Glasgow              | Schottland | England    | 2:2      | Qualifikationsspiel zur WM 2018                                       |
| 115 | 18. Juni 2021     | Wembley-Stadion, London            | England    | Schottland | 0:0      | Fußball-Europameisterschaft 2020                                      |

### Höchste Siege und Niederlagen
Der höchste Heimsieg Englands sowie der höchste Sieg überhaupt zwischen den beiden Rivalen und auch das torreichste Spiel war das 9:3 vom 15. April 1961. Die meisten Treffer (3) in diesem Spiel erzielte der Engländer Jimmy Greaves, der 5 Jahre später zur englischen Nationalmannschaft gehörte, die das WM-Finale 1966 gegen Deutschland gewann.
Der höchste Heimsieg Schottlands stammt aus den Anfangsjahren des Fußballs: am 2. März 1878 setzten die Bravehearts sich mit 7:2 gegen die Three Lions durch.
Nur 3 Jahre später erzielten die Schotten am 12. März 1881 mit 6:1 ihren höchsten Sieg auf englischem Boden. Ein ähnlich hoher Sieg gelang ihnen noch einmal am 31. März 1928, als sie mit 5:1 ihren historisch höchsten Sieg im alten Wembley-Stadion einfuhren und den Spitznamen The Wembley Wizards (englisch für Die Wembley-Zauberer) erhielten. Dreifacher Torschütze in diesem Spiel war Alex Jackson; die beiden anderen Treffer zu Schottlands 5:0-Führung steuerte Alex James bei, ehe Bob Kelly in der 89. Minute den Ehrentreffer für die Three Lions erzielte.
Der höchste Sieg Englands auf schottischem Boden war ein 5:0 am 17. März 1888. 85 Jahre später am 14. März 1973 konnten die Engländer diesen Triumph noch einmal wiederholen.

### Die Gesamtbilanz
Von den bisher (Stand: 18. Juni 2021) ausgetragenen 115 Begegnungen gewann England 48, Schottland 41 und 26 endeten unentschieden. Beide haben eine positive Heimbilanz: von 58 Spielen, die in England ausgetragen wurden, gewannen die Three Lions 28, verloren 18 und endeten 12 unentschieden. Von den 57 in Schottland ausgetragenen Begegnungen gewannen die Bravehearts 23, verloren 20 und endeten 14 unentschieden.